# Cap d'Espoir
Pour Cap-d'Espoir en Gaspésie, voir Cap-d'Espoir.
Le cap d'Espoir (en anglais: Cape Spear ) est le point le plus à l’est du Canada et de l’Amérique du Nord. Il se trouve dans la province de Terre-Neuve-et-Labrador, sur la péninsule d'Avalon à 11 kilomètres du centre-ville de Saint-Jean. Il est plus proche de Paris (située à environ 4 000 km) que de Vancouver (située à environ 5 020 km).

## Les phares
Un phare y est construit dès 1836. C'est le second phare bâti à Terre-Neuve ; le premier, celui de Fort Amherst, remonte à 1810.
Un nouveau phare, une tour de béton, est édifié en 1955.

## Galerie de photos

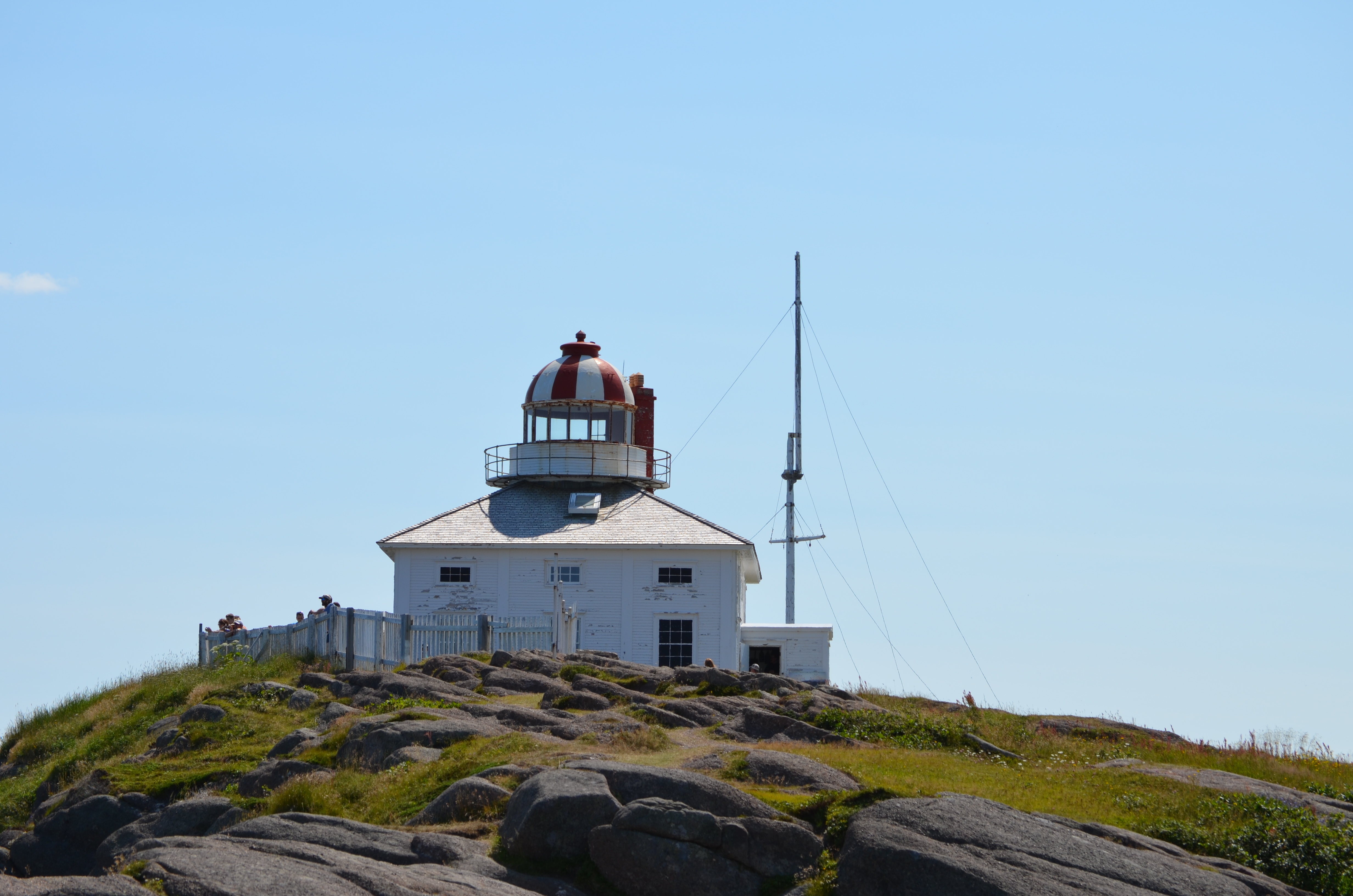
L'ancien phare
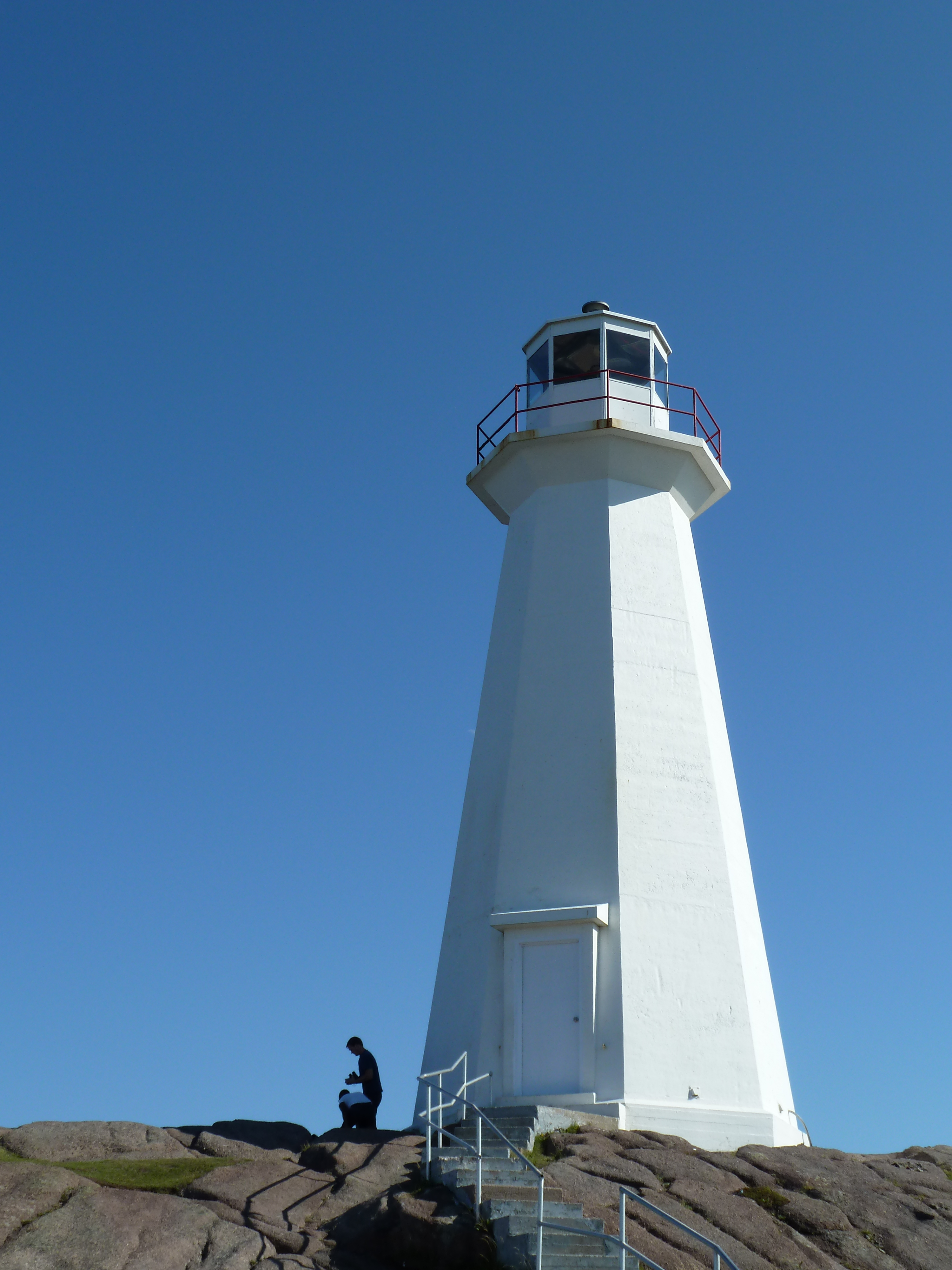
Le nouveau phare